# Террана, Майк
Майк Терра́на (англ. Mike Terrana; 21 января 1960, Буффало, Нью-Йорк) — американский барабанщик, играющий в разных музыкальных жанрах: хард-рок, инструментал рок, пауэр-метал, неоклассический метал, прогрессивный метал, джаз-фьюжн, хеви-метал, и во многих других стилях.
Он начал играть на барабанах ещё в школьном возрасте.
Первой профессиональной работой Майка в возрасте 24 года, стало участие в записи альбома для канадской группы Hanover Fist из Торонто. Террана записывался и гастролировал с другими группами, играя во многих музыкальных стилях. Но сама профессиональная деятельность Майка началась ещё раньше — в 1981 году.
Между 1987 и 1997 годами он работал в Лос-Анджелесе с различными гитаристами, в том числе Ингви Мальмстин, Тони Макалпин, Стив Люкатер и группами Kuni и Beau Nasty.
В 1997 году Майк Террана переехал на полгода в Нидерланды, позже в Германию, где участвовал в различных музыкальных проектах. Он работал с немецкими группами Rage, Gamma Ray, Savage Circus, Axel Rudi Pell, Roland Grapow и Masterplan.
Майк переезжал в Гамбург для сотрудничества с гитаристом немецкой группы Helloween Роландом Граповым. Через некоторое время из-за травмы барабанщика Gamma Ray Майк заменяет его на нескольких выступлениях группы. Позже Террана был приглашён в группу Rage.
Майк и Axel Rudi Pell записали множество альбомов, большое количество хитов. В 2013 году они прекратили сотрудничество.
Террана занимается сольными проектами в инструментальном жанре Fusion и в других жанрах. Также, выступает с живыми шоу для DrumCraft и Paiste Cymbals.
В 2014 году Майк собрал группу под названием «TERRANA».
В 2011 Террана создал проект «Beauty Of The Beat». 
«Beauty of the beat» — оригинальная идея легендарного барабанщика Майка Терраны, которая полностью принадлежит ему. После его оригинальной идеи «Beauty of the beat», был создан плагиат «Beauty and the beat».
Проект «Beauty of the beat» включал в себя живые выступления с участием певцов разных музыкальных жанров и живого оркестра.
В настоящее время Майк Террана сосредоточен на своих мастер-классах по игре на барабанах. 
Он до сих пор выступает и записывает музыку для многих других групп.  
Помогает советами молодым музыкантам.
Он холост и у него нет жены.
Майк Террана состоял в отношениях с представителям, музыкантом Kat Sproge (настоящее имя). Которая является одной из главных фигур в Рок, Метал Масс Медия. Родственники и знакомые, которой тоже, известные личности и относятся к шоу-бизнесу.
Майк Террана никогда официально не состоял в браке, у никогда не было жены и у него нет  детей.

## Стиль игры, влияние
В юности Майк слушал записи многих известных барабанщиков, как: Нил Пирт, Бадди Рич, Иэн Пейс, Кози Пауэлл. Став постарше, он начал слушать барабанщиков, игравших с двойным басом, таких, как: Томми Олдридж, Терри Боззио и Саймон Филлипс. При этом, у Террана есть свой собственный стиль игры. Также, он играет в различных музыкальных стилях и направлениях. Майк в своей игре часто использует соединения барабанного звучания и тарелок, напоминающие гонг барабана.

## Увлечения
Один из любимых исполнителей Майка — это Фрэнк Синатра и группа Led Zeppelin. Вне профессиональной деятельности барабанщик любит готовить, постоянно репетирует, читает много разноплановой литературы, в том числе, и различных философов, и занимается спортом. При всём этом, несмотря на свою занятость, успевает уделять время фанатам, давать советы юным барабанщикам.

## Дискография

### Artension
- Into The Eye Of The Storm (1996)
- Phoenix Rising (1997)
- Sacred Pathways (2001)
- New Discovery (2002)
- Future World (2004)

### Axel Rudi Pell
- The Ballads II (1999)
- The Wizard's Chosen Few (2000)
- The Masquerade Ball (2000)
- Shadow Zone (2002)
- Knights Live (2002)
- Kings And Queens (2004)
- The Ballads III (2004)
- Mystica (2006)
- Diamonds Unlocked (2007)
- Tales Of The Crown (2008)
- The Best Of Axel Rudi Pell: Anniversary Edition (2009)
- The Crest (2010)
- The Ballads IV (2011)
- Circle Of The Oath (2012)

### Beau Nasty
- Dirty but Well Dressed (1989)

### Ferdy Doernberg
- Storytellers Rain (2001)
- Till I Run Out Of Road (2004)

### Downhell
- A Relative Coexistence (2008)

### Driven
- Self-Inflicted (2001)

### Emir Hot
- Sevdah Metal (2008)

### Empire
- Chasing Shadows (2007)

### Jean Fontanille
- Unknown Parameter Value (2008)

### Roland Grapow
- Kaleidoscope (1999)

### Haggard
- Tales Of Ithiria (2008) (as narrator)

### Hanover Fist
- Hungry Eyes (1985)

### Tony Hernando
- The Shades Of Truth (2002)
- Ill (2005)
- TH III-Live! CD/DVD (2006)
- Actual Events (2009)

### Kuni
- Looking For Action (1988)

### Kiko Loureiro
- No Gravity (2005)
- Fullblast (2009)

### Marco Iacobini
- The Sky There’ll Always Be (2013)

### Tony MacAlpine
- Freedom To Fly (1992)
- Evolution (1995)
- Violent Machine (1996)
- Live Insanity (1997)

### Yngwie Malmsteen
- The Seventh Sign (1993)
- I Can’t Wait (1994)
- Best Of (2000)
- Archive Box (2001)

### Masterplan
- MK II (2007)
- Time To Be King (2010)

### Metalium
- Millennium Metal – Chapter One (1999)

### Razorback
- Deadringer (2007)

### Rage
- Welcome To The Other Side (2001)
- Best Of — All G.U.N. Years (2001)
- Unity (2002)
- Soundchaser (2003)
- From The Cradle To The Stage (2004)
- Speak Of The Dead (2006)
- Full Moon In St. Petersburg (2007)

### Savage Circus
- Of Doom And Death (2009)

### Damir Simic
- The Quest (1998)
- Live In Zagreb (2002)
- Demomstratus (2004)

### Stuart Smith
- Heaven & Earth (1998)

### Squealer
- Made For Eternity (2000)
- Under The Cross (2002)

### Taboo Voodoo
- Somethin’s Cookin' (2003)

### The Dogma
- Black Roses (2006)

### Tracy G
- Deviating From The Set List (2003)

### John West
- Mind Journey (1997)

### Zillion
- Zillion (2004)

### Theodore Ziras
- Superhuman (2008)

### Kee Marcello
- Judas Kiss (2013)

### Сольные альбомы
- Shadows Of The Past (1998)
- Man Of The World (2005)
- Sinfonica (2011)

### Другие релизы
- Tribute To Accept (Metalium track «Burning») (1999)
- Holy Dio — A Tribute To The Voice Of Metal: Ronnie James Dio (1999)

## Видеография
Axel Rudi Pell
- «Knight Treasures (Live And More)» (2002)
- «Live Over Europe DVD» (2008)
- «One Night Live DVD» (2010)

Rage
- «From The Cradle To The Stage Live DVD» (2004)
- «Full Moon In St. Petersburg Live DVD» (2007)

Tony Hernando
- «Tony Hernando THIII Live DVD» (2006)

Tony MacAlpine
- «Starlicks Master Session VHS» (1992)
- «Live In L.A. DVD» (1997)

Yngwie J. Malmsteen
«Live At Budokan DVD» (1994)
Сольные DVD Террана
- «Double Bass Mechanics DVD» (1996)
- «Beginning Rock Drums DVD» (1995)
- «Rhythm Beast Performance DVD» (2007)